# 徐明 (外交官)
徐明（1916年—1988年），男，中华人民共和国政治人物、外交官。

## 生平
1938年先后入延安陕北公学、马列学院学习，同年加入中国共产党。曾任中共中央研究院、陕甘宁边区政研究室研究员，中共舒兰肥委民运部部长。
1948年后，历任沈阳造纸厂厂长，东北行政委员会造纸管理局局长，驻民主德国大使馆参赞。外交部苏联东欧司副司长，驻意大利商务代表，外交部亚洲司副司长，驻黎巴嫩、阿尔及利亚大使。
1971年11月9日，中华人民共和国与黎巴嫩共和国建交后，于1972年开始派遣驻黎巴嫩特命全权大使，徐明担任首位中华人民共和国驻黎巴嫩大使。1978年，接替周伯萍担任中华人民共和国驻阿尔及利亚大使。1983年，由陆维钊接任。